# 세쿼이아 캐피털
세쿼이아 캐피털(Sequoia Capital) 또는 세쿼이아 캐피탈은 미국의 벤처 캐피털 회사이다. 이 기업의 본사는 미국 캘리포니아주 멘로파크에 위치해 있으며 기술 분야의 사기업들에 시드 단계, 초기 단계, 성장 단계의 투자를 전문으로 한다. 2022년 기준으로 세쿼이아의 총 자산은 대략 850억 미국 달러에 달한다.
세쿼이아는 각기 다른 세개의 벤처 실체들의 산하 브랜드이다: 하나는 미국과 유럽, 다른 하나는 인도와 동남아시아, 그 밖의 하나는 중화인민공화국에 집중한다.
세쿼이아 캐피털에 의해 성공적으로 투자를 받은 기업으로는 애플, 시스코 시스템즈, 구글, 인스타그램, 링크드인, 페이팔, 레딧, 텀블러 (마이크로블로그), WhatsApp, 줌 (소프트웨어)이 있다.

## 역사
세쿼이아는 1972년 캘리포니아주 멘토파크에서 돈 밸런타인에 의해 설립되었으며 당시 미국의 벤처 캐피털 산업은 걸음마 단계였다.
세쿼이아는 1974년 최초의 벤처 캐피털 펀드를 설립하였다.